# Robinson Helicopter

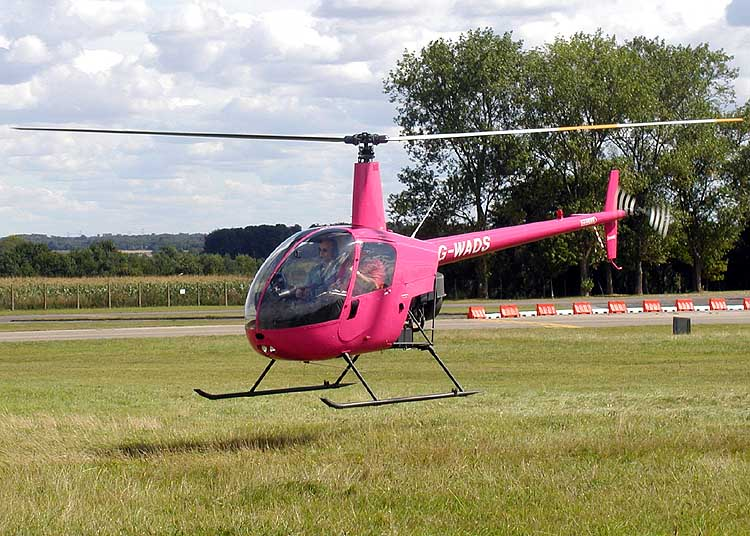
Robinson R22

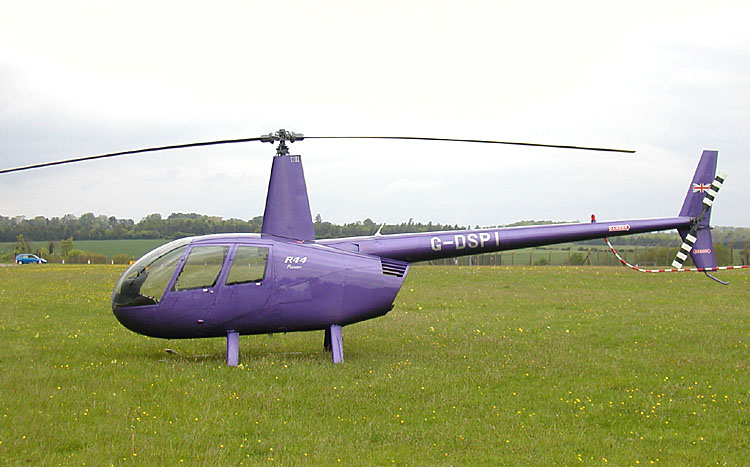
Robinson R44

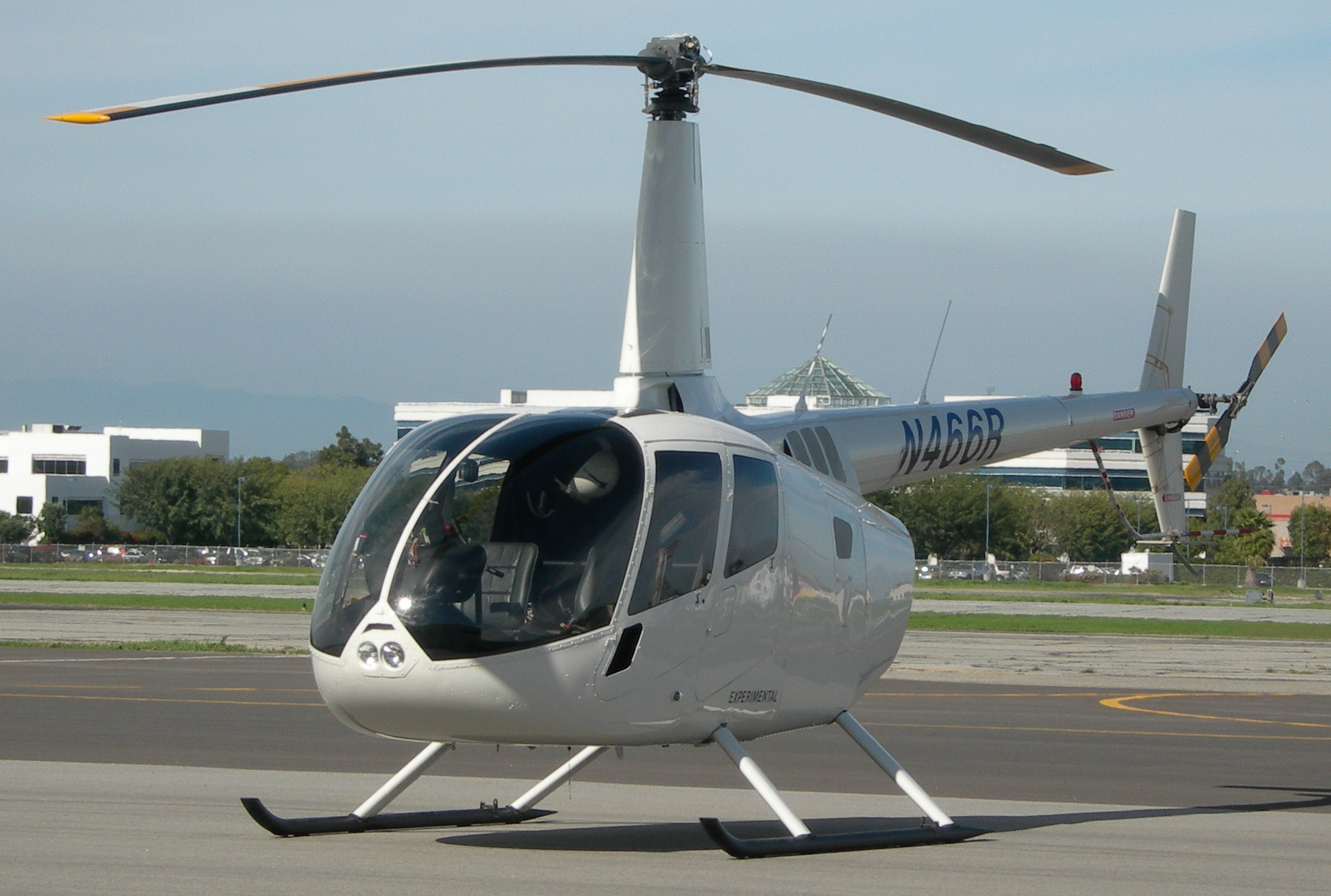
Robinson R66

Robinson Helicopter ist ein Hersteller von Hubschraubern mit Sitz am Zamperini Field Airport (ICAO-Code: KTOA) in Torrance, Kalifornien.

## Geschichte
Das Unternehmen wurde 1973 in Kalifornien von Franklin Davis Robinson gegründet und befindet sich in dessen Privatbesitz. Die jährliche Produktionsrate belief sich im Jahr 2008 auf 823 Stück, wovon rund 65 % exportiert werden. 2009 wurden aufgrund der Finanzkrise 300 Mitarbeiter gekündigt und die Produktionsrate halbiert.
Frank Robinson gab am 10. August 2010 per Pressemitteilung bekannt, seine Funktionen als Präsident und Vorsitzender von Robinson Helicopter zurückzulegen und sich aus dem Unternehmen zurückzuziehen. Die Funktionen als Vorsitzender und Präsident wurden von seinem Sohn Kurt Robinson übernommen. Das Unternehmen lieferte am 23. Dezember 2016 mit einer R66 (S/N 0763) seinen 12.000 Hubschrauber an einen südafrikanischen Händler aus. Laut einer Statistik der Vereinigung der Luftfahrtindustrie der USA Aerospace Industries Association (AIA) hat Robinson Helicopter seit den frühen 1980er-Jahren mehr Hubschrauber produziert als alle anderen US-amerikanischen Hubschrauberhersteller zusammen.

## Produkte
Das erste Modell war der zweisitzige Robinson R22, von dem mehr als 4.000 Stück ausgeliefert wurden. Im Februar 1993 kam der viersitzige Robinson R44 auf den Markt, der für unterschiedliche Einsatzzwecke konfiguriert wird. Beide Modelle sind nur mit einem Lycoming-Kolbenmotor erhältlich.
Das neueste Modell ist zurzeit die R66 – ein Fünfsitzer, der erstmals mit einem Turbinenantrieb ausgestattet ist. Als Antrieb wird die von Rolls-Royce entwickelte RR-300-Turbine eingesetzt.